# Nordalbingi

Localizzazione della Nordalbingia.

I Nordalbingi (« coloro che vivono a nord dell'Elba ») o Transalbini furono un popolo germanico del Medioevo stabilitosi presso l'estuario  dell'Elba, in Germania.
Con i Westfali, gli Ostfali e gli Angrivari, erano uno dei quattro popoli a spartirsi l'Antica Sassonia. Secondo il cronista Helmold di Bosau, i Nordalbingi, che vivevano nella zona di Amburgo, si dividevano in tre tribù: gli Sturmari, gli Hozati e i Thetmarki. Queste tribù non si differenziavano né per l'aspetto né per la lingua e rispettavano tutti il diritto sassone e la fede cristiana, ma, aggiunge Helmold, prossimi ai pagani (Danesi e Obodriti) avevano l'abitudine di darsi al brigantaggio e al saccheggio.
Nel 798, alla fine della guerra che oppose i Sassoni alle truppe di Carlomagno, i Nordalbingi attaccarono gli Obodriti, un popolo slavo alleato dei Franchi, ma furono battuti e decimati sulle rive della Schwentine nell'attuale Schleswig-Holstein. Nell'804, allorché i Sassoni furono definitivamente sottomessi, Carlomagno fece deportare un grande numero di Nordalbingi nell'Impero carolingio.

### Fonte antica
- Helmold von Bosau, Chronica Slavorum